# Empire Awards per il miglior film britannico
Gli Empire Awards per il miglior film britannico sono un riconoscimento cinematografico britannico, votato dai lettori della rivista Empire. Il premio viene consegnato annualmente dal 1996.

## Vincitori e candidati
I vincitori sono indicati in grassetto.

### 1990
- 1996
  - Piccoli omicidi tra amici (Shallow Grave), regia di Danny Boyle
- 1997
  - Trainspotting, regia di Danny Boyle
- 1998
  - Full Monty - Squattrinati organizzati (The Full Monty), regia di Peter Cattaneo
- 1999
  - Lock & Stock - Pazzi scatenati (Lock, Stock and Two Smoking Barrels), regia di Guy Ritchie
  - Elizabeth, regia di Shekhar Kapur
  - Sliding Doors, regia di Peter Howitt
  - My Name Is Joe, regia di Ken Loach
  - Ventiquattrosette (Twenty Four Seven), regia di Shane Meadows

### 2000
- 2000
  - Notting Hill, regia di Roger Michell
- 2001
  - Billy Elliot, regia di Stephen Daldry
  - Le ceneri di Angela (Angela's Ashes), regia di Alan Parker
  - Galline in fuga  (Chicken Run), regia di Peter Lord e Nick Park
  - Snatch - Lo strappo (Snatch), regia di Guy Ritchie
  - Topsy-Turvy - Sotto-sopra (Topsy-Turvy), regia di Mike Leigh
- 2002
  - Il diario di Bridget Jones (Bridget Jones's Diary), regia di Sharon Maguire
  - Enigma, regia di Michael Apted
  - Lucky Break, regia di Peter Cattaneo
  - Mike Bassett: England Manager, regia di Steve Barron
  - Un'insolita missione (The Parole Officer), regia di John Duigan
- 2003
  - 28 giorni dopo (28 Days Later), regia di Danny Boyle
  - 24 Hour Party People, regia di Michael Winterbottom
  - About a Boy - Un ragazzo (About a Boy), regia di Chris Weitz e Paul Weitz
  - Sognando Beckham (Bend It Like Beckham), regia di Gurinder Chadha
  - Il guru (The Guru), regia di Daisy von Scherler Mayer
- 2004
  - Love Actually - L'amore davvero (Love Actually), regia di Richard Curtis
  - Bright Young Things, regia di Stephen Fry
  - Calendar Girls, regia di Nigel Cole
  - Johnny English, regia di Peter Howitt
  - Young Adam, regia di David Mackenzie
- 2005
  - L'alba dei morti dementi (Shaun of the Dead), regia di Edgar Wright
  - Dead Man's Shoes - Cinque giorni di vendetta (Dead Man's Shoes), regia di Shane Meadows
  - Che pasticcio, Bridget Jones! (Bridget Jones: The Edge of Reason), regia di Beeban Kidron
  - L'amore fatale  (Enduring Love), regia di Roger Michell
  - The Pusher (Layer Cake), regia di Matthew Vaughn
- 2006
  - Orgoglio e pregiudizio (Pride & Prejudice), regia di Joe Wright
  - The Descent - Discesa nelle tenebre (The Descent), regia di Neil Marshall
  - Harry Potter e il calice di fuoco (Harry Potter and the Goblet of Fire), regia di Mike Newell
  - Guida galattica per autostoppisti (The Hitch-Hiker's Guide to the Galaxy), regia di Garth Jennings
  - Stoned, regia di Stephen Woolley
  - Wallace & Gromit - La maledizione del coniglio mannaro (Wallace & Gromit: The Curse of the Were-Rabbit), regia di Nick Park e Steve Box
- 2007
  - United 93, regia di Paul Greengrass
  - A Cock and Bull Story, regia di Michael Winterbottom
  - Confetti, regia di Debbie Isitt
  - The Queen - La regina (The Queen), regia di Stephen Frears
  - Il quiz dell'amore (Starter for 10), regia di Tom Vaughan
- 2008
  - Espiazione  (Atonement), regia di Joe Wright
  - Control, regia di Anton Corbijn
  - Hot Fuzz, regia di Edgar Wright
  - Sunshine, regia di Danny Boyle
  - This Is England, regia di Shane Meadows
- 2009
  - RocknRolla, regia di Guy Ritchie
  - Eden Lake, regia di James Watkins
  - Hunger, regia di Steve McQueen
  - In Bruges - La coscienza dell'assassino (In Bruges), regia di Martin McDonagh
  - Son of Rambow - Il figlio di Rambo (Son of Rambow), regia di Garth Jennings

### 2010
- 2010
  - Harry Brown, regia di Daniel Barber
  - An Education, regia di Lone Scherfig
  - Nowhere Boy, regia di Sam Taylor-Johnson
  - In the Loop, regia di Armando Iannucci
  - Parnassus - L'uomo che voleva ingannare il diavolo  (The Imaginarium of Doctor Parnassus), regia di Terry Gilliam
- 2011
  - Kick-Ass, regia di Matthew Vaughn
  - 127 ore (127 Hours), regia di Danny Boyle
  - Il discorso del re (The King's Speech), regia di Tom Hooper
  - Four Lions, regia di Chris Morris
  - Monsters, regia di Gareth Edwards
- 2012
  - La talpa (Tinker Tailor Soldier Spy), regia di Tomas Alfredson
  - Attack the Block - Invasione aliena (Attack the Block), regia di Joe Cornish
  - Finalmente maggiorenni (The Inbetweeners Movie), regia di Ben Palmer
  - Submarine, regia di Richard Ayoade
  - Tirannosauro (Tyrannosaur), regia di Paddy Considine
- 2013
  - Killer in viaggio (Sightseers), regia di Ben Wheatley
  - Dredd - Il giudice dell'apocalisse (Dredd), regia di Pete Travis
  - The Woman in Black, regia di James Watkins
  - Les Misérables, regia di Tom Hooper
  - Skyfall, regia di Sam Mendes
- 2014
  - La fine del mondo (The World's End), regia di Edgar Wright
  - Alan Partridge: Alpha Papa, regia di Declan Lowney
  - Filth, regia di Jon S. Baird
  - Rush, regia di Ron Howard
  - Sunshine on Leith, regia di Dexter Fletcher
- 2015[1]
  - Kingsman - Secret Service (Kingsman: The Secret Service), regia di Matthew Vaughn
  - Paddington, regia di Paul King
  - The Imitation Game, regia di Morten Tyldum
  - La teoria del tutto (The Theory of Everything), regia di James Marsh
  - Under the Skin, regia di Jonathan Glazer
- 2016[2]
  - Spectre, regia di Sam Mendes
  - 45 anni (45 Years), regia di Andrew Haigh
  - Legend, regia di Brian Helgeland
  - Macbeth, regia di Justin Kurzel
  - Suffragette, regia di Sarah Gavron
- 2017[3]
  - Io, Daniel Blake (I, Daniel Blake), regia di Ken Loach
  - Eddie the Eagle - Il coraggio della follia (Eddie the Eagle), regia di Dexter Fletcher
  - Animali fantastici e dove trovarli (Fantastic Beasts and Where to Find Them), regia di David Yates.
  - High-Rise - La rivolta, regia di Ben Wheatley
  - La ragazza che sapeva troppo (The Girl with All the Gifts), regia di Colm McCarthy
- 2018[4]
  - La terra di Dio - God's Own Country (God's Own Country), regia di Francis Lee
  - Dunkirk, regia di Christopher Nolan
  - Morto Stalin, se ne fa un altro (The Death of Stalin), regia di Armando Iannucci
  - L'ora più buia (Darkest Hour), regia di Joe Wright
  - Paddington 2, regia di Paul King